# Gongylophysema asetosum
Gongylophysema asetosum is een kreeftachtigensoort uit de familie van de Ctenosculidae. De wetenschappelijke naam van de soort is voor het eerst geldig gepubliceerd in 1987 door Grygier.